# Памятник Сергею Рахманинову (Великий Новгород)
Памятник Сергею Рахманинову находится в северо-западной части Кремлёвского парка Великого Новгорода, рядом с улицей Газон.
Великий русский композитор Сергей Васильевич Рахманинов родился в дворянской семье в усадьбе Семёново Старорусского уезда Новгородской губернии.
Автор памятника — заслуженный скульптор России Александр Рукавишников. Памятник был торжественно открыт 14 июня 2009 года. Открытие было приурочено к 1150-летию Великого Новгорода.
Представляет собой полуметровой высоты постамент, на который с четырёх сторон ведут по три ступени. В центре постамента — фигура композитора, опирающегося на массивную парковую скамью. Вся скульптурная композиция выполнена из бронзы. Высота фигуры — 3,6 метра, общий вес памятника — более 3 тонн. В Великий Новгород скульптура была доставлена 28 мая 2009 года специальным транспортом.
Финансирование работ велось на средства, собранные горожанами и предприятиями Новгорода, а также за счёт целевых взносов в некоммерческий Фонд 1150-летия Великого Новгорода.
4 сентября 2009 года на фонарных столбах сквера, где находится памятник, установлены динамики. Из них негромко передаётся музыка Сергея Рахманинова. На диске пятичасового звучания представлены все четыре его концерта, вариации на темы Паганини, симфонии, соната для фортепиано номер два и другие произведения.
Городская территория, где расположен сквер и указанный памятник, исторически находилась в Загородском конце Новгорода. После Октябрьской революции 1917 года здесь было устроено спортивное поле профсоюзов. Во время Великой Отечественной войны Кремлёвский парк значительно пострадал от артобстрелов и бомбардировок. На месте бывшего спортивного поля был выстроен городской стадион «Динамо» с деревянными трибунами. Впоследствии стадион был упразднён и разобран. Освободившееся место засадили деревьями и включили в территорию парка.

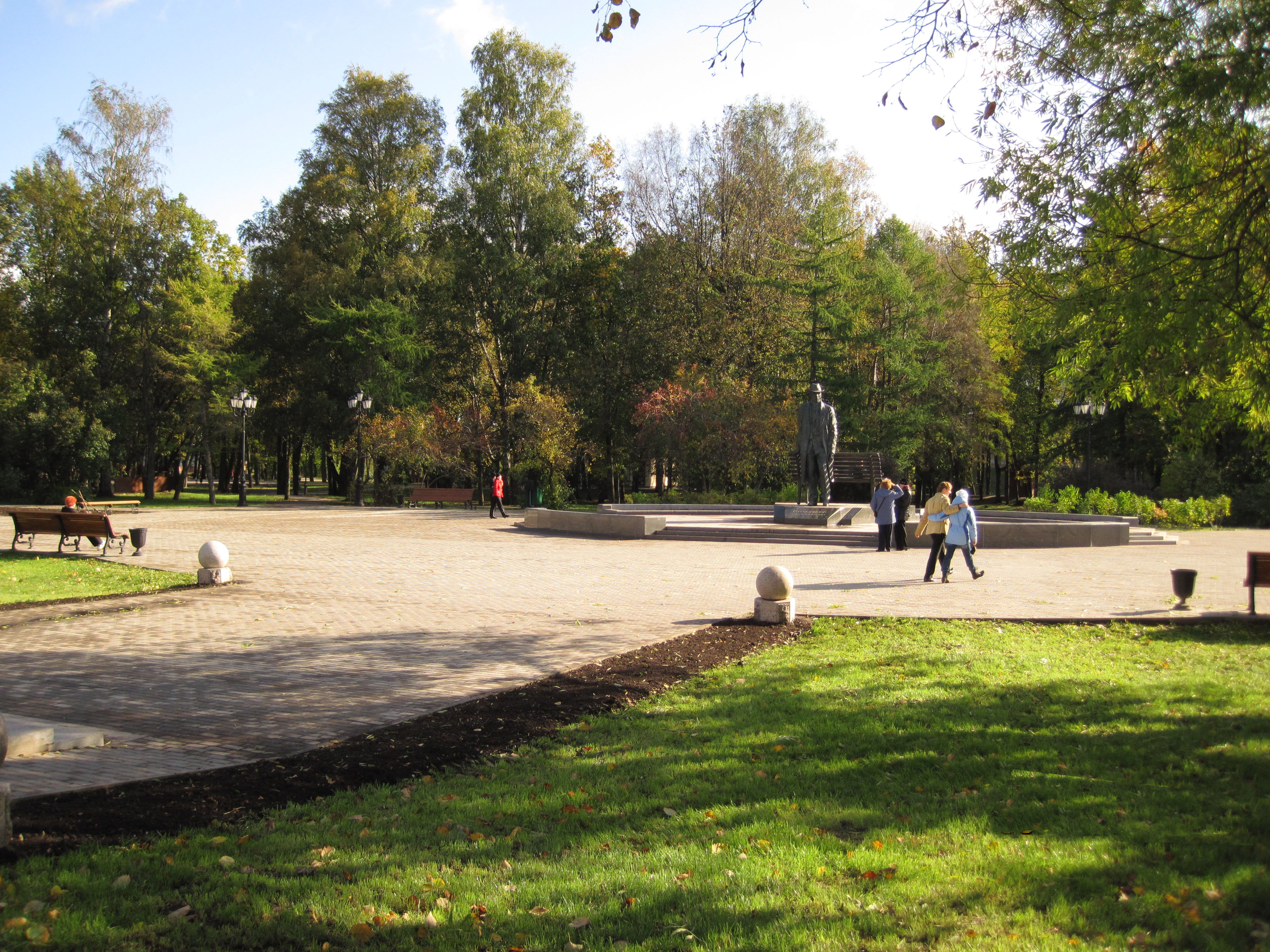
Вид на памятник со стороны улицы Газон
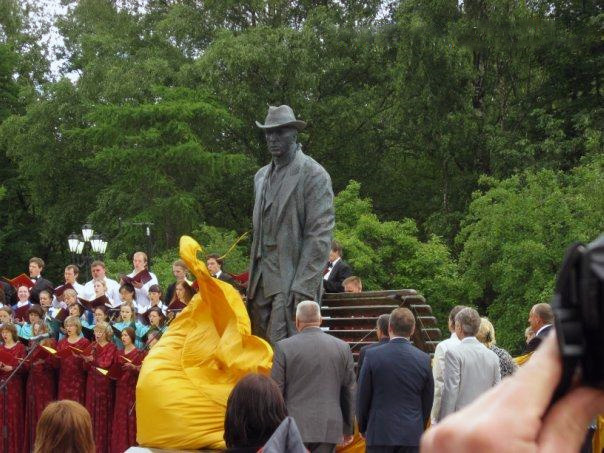
Открытие памятника
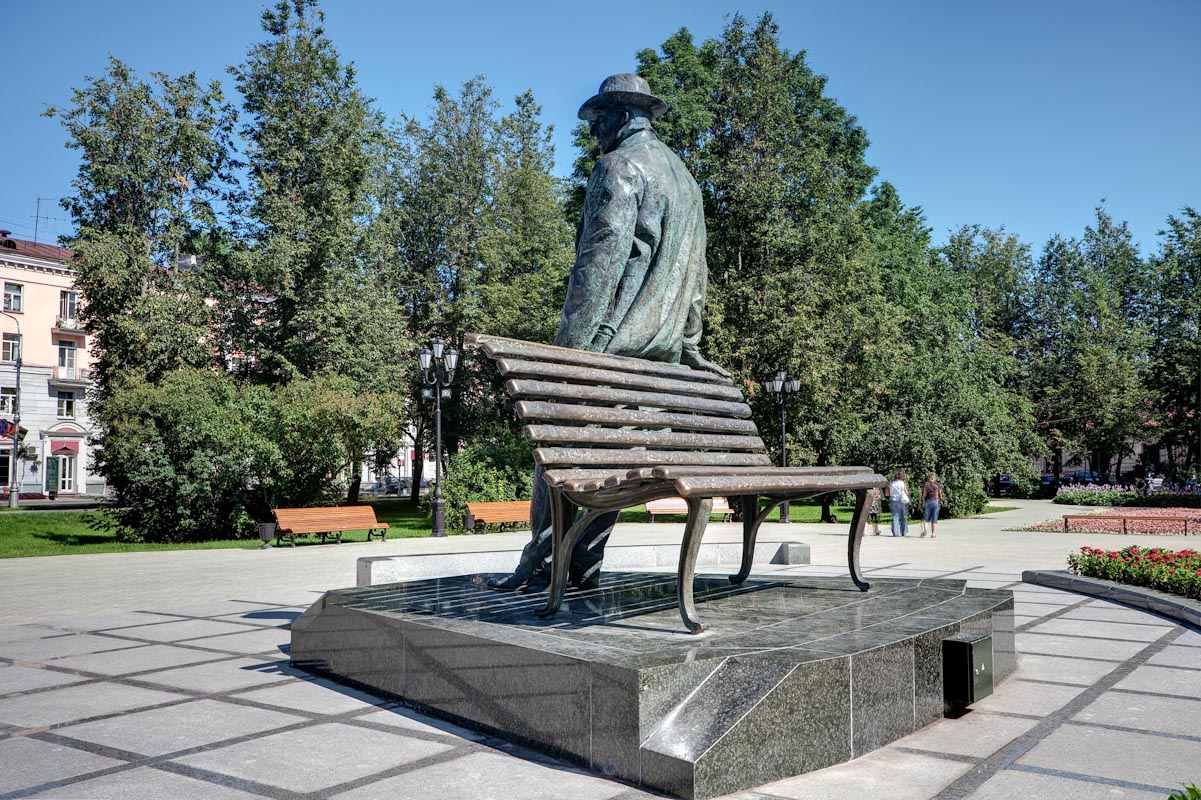
Вид сзади